# Forotic
Forotic è un comune della Romania di 1827 abitanti, ubicato nel distretto di Caraș-Severin, nella regione storica del Banato.
Il comune è formato dall'unione di 4 villaggi: Brezon, Comorâște, Forotic, Surducu Mare.